# Gustavo Rodríguez Vega
Gustavo Rodríguez Vega (n. Monterrey, México, 7 de marzo de 1955) es un arzobispo católico, profesor y ético mexicano, que actualmente se desempeña como Arzobispo de Yucatán.
Ordenado sacerdote en 1980. 
Entre 2001 y 2008 ha sido Obispo titular de Obba y auxiliar de Monterrey, seguidamente hasta 2015, ha sido Obispo de Nuevo Laredo y al mismo tiempo pertenece al CELAM.

## Biografía

### Primeros años
Nacido en la ciudad mexicana Monterrey, el día 7 de marzo de 1955. Es hijo de Manuel Rodríguez y Blanca Vega.
Él mismo afirmó que a la edad de 9 años, cuando iba a la iglesia con su familia, quiso ser monaguillo por la curiosidad de saber que se sentía al estar en el altar de la parroquia.
Luego cuando ayudaba en la celebración de la misa, tenía curiosidad por saber lo que sentía el párroco y así fue como descubrió su vocación religiosa.

### Formación
Decidió ingresar en el seminario de la ciudad, el 2 de septiembre de 1970. También asistió para iniciar su preparatoria al  Centro Universitario Franco Mexicano de Monterrey (CUM). De 1973 a 1976 estudió Filosofía y desde ese último año hasta 1980 la Teología. Al mismo tiempo recibió sus votos monásticos, pasó a ser diácono.

### Sacerdocio
El día viernes 15 de agosto de 1980 durante la Fiesta de La Asunción de la Santísima Virgen María, en la Basílica y parroquia de la Purísima Concepción fue ordenado sacerdote junto a otros, por el entonces Arzobispo de Monterrey Mons. José de Jesús Tirado y Pedraza.
Al día siguiente después de su ordenación, celebró su primera misa en la Capilla de las Hermanas Oblatas de Cristo Sacerdote, de la cual ejerció de Capellán por dos años. Y celebró su primera misa solemne el 22 de agosto ("una semana después") en la Capilla de Nuestra Señora de Guadalupe, de la parroquia de Nuestra Señora del Consuelo.
También ejerció de Capellán, formador y maestro en el Seminario Menor de Monterrey, el mismo al que asistió.
Durante todos estos años ha ido ocupando diversos cargos en la arquidiócesis regiomontana.
En 1986 se trasladó a Italia, donde obtuvo una Licenciatura en Ética y Doctrina social de la Iglesia por la Pontificia Universidad Gregoriana de Roma.
A su regreso en 1989, fue designado Director del Secretariado de Evangelización y Catequesis y Director de la Escuela Bíblica, al mismo tiempo que impartía clases en el Seminario sobre varias asignaturas. Al mismo tiempo fue director Académico del Centro Asociado de Teología a Distancia y Rector del Templo del Santísimo Redentor.
Luego en 1992 pasó a ser Párroco de la Parroquia Jesús el Buen Pastor, hasta 1994 que fue director espiritual del Instituto de Teología del Seminario de Monterrey y un año más tarde fue Rector del Seminario de Monterrey.

## Episcopado

### Obispo auxiliar de Monterrey

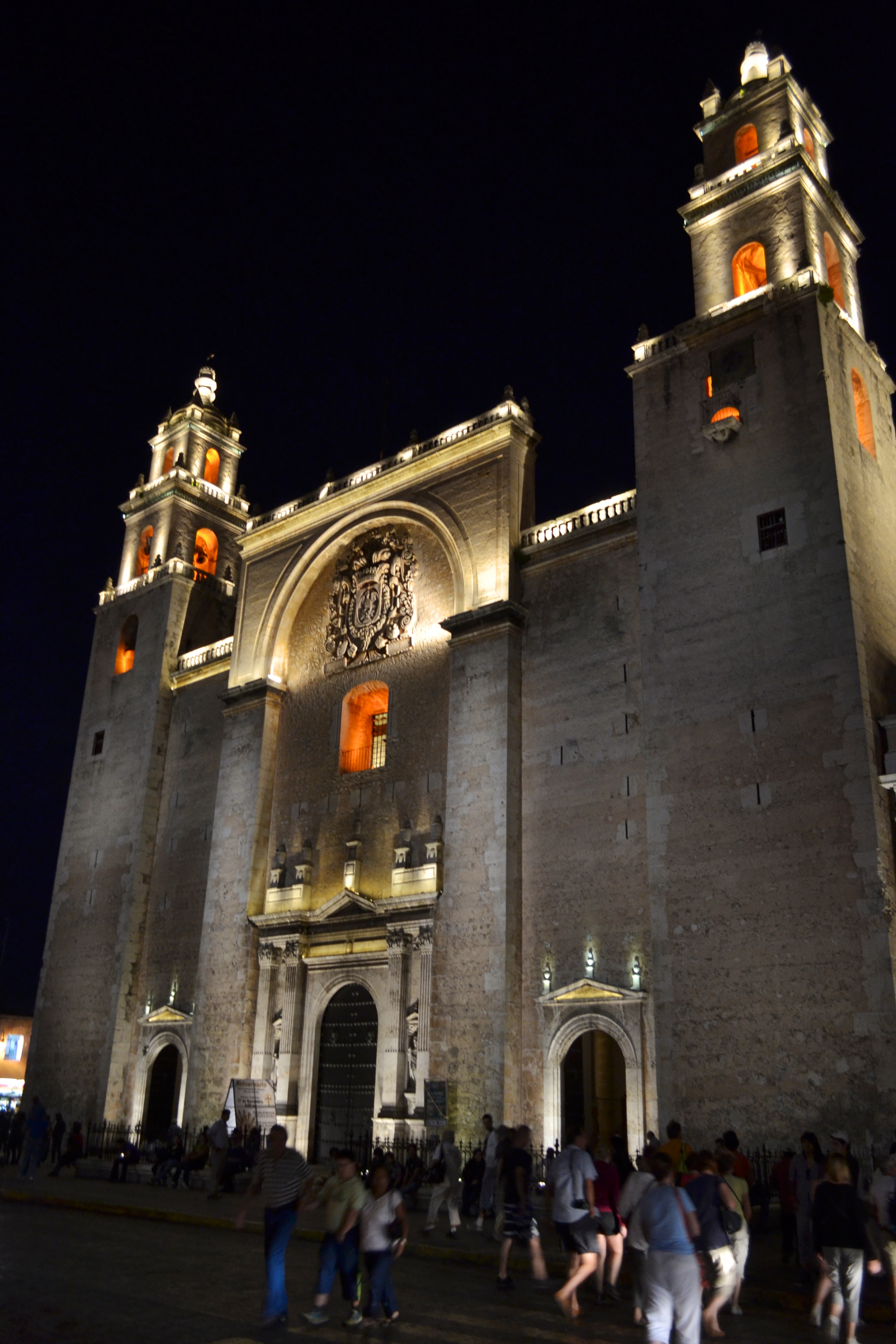
Fotografía nocturna de la Catedral de Yucatán.

El 27 de junio de 2001 fue nombrado por el papa Juan Pablo II, como Obispo titular de Obba y como Obispo auxiliar de la Arquidiócesis de Monterrey.
Recibió la consagración episcopal el 14 de agosto, de manos de su consagrante principal: el cardenal y entonces Arzobispo de la misma sede Mons. Adolfo Antonio Suárez Rivera; y de sus co-consagrantes: el cardenal italiano y entonces Nuncio Apostólico en el país Mons. Giuseppe Bertello y el actual Obispo de La Paz en la Baja California Sur Mons. Miguel Ángel Alba Díaz.
Al mismo tiempo fue Vocal de la Comisión Episcopal de Pastoral Social- Caritas, para luego ser elegido Presidente de la misma en el periodo 2006-2009 y reelegido para el periodo 2009-2012. También ejerció de suplente representante de la Provincia Eclesiástica de Monterrey ante el Consejo de Presidencia para el Trienio 2006-2009.

### Obispo de Nuevo Laredo
Luego el 8 de octubre de 2008, fue designado por el papa Benedicto XVI como Obispo de la Diócesis de Nuevo Laredo; tomando posesión el 19 de noviembre.
En el cuatrienio de 2011-2015 fue miembro del Departamento de Justicia y Solidaridad del Consejo Episcopal Latinoamericano (CELAM) y el 14 de mayo de mayo de ese año fue Presidente del mismo departamento.

### Arzobispo de Yucatán
El 1 de junio de 2015, fue nombrado por el papa Francisco, Arzobispo de la Arquidiócesis de Yucatán. Su inauguración en este nuevo cargo tuvo lugar el día 29 de julio, en la Catedral de San Ildefonso.